# ARL9
ARL9 (англ. ADP ribosylation factor like GTPase 9) – білок, який кодується однойменним геном, розташованим у людей на 4-й хромосомі. Довжина поліпептидного ланцюга білка становить 187 амінокислот, а молекулярна маса — 20 755.
| 10         |  | 20         |  | 30         |  | 40         |  | 50         |
| ---------- |  | ---------- |  | ---------- |  | ---------- |  | ---------- |
| MRPTWKALSH |  | PAWPEEKNKQ |  | ILVLGLDGAG |  | KTSVLHSLAS |  | NRVQHSVAPT |
| QGFHAVCINT |  | EDSQMEFLEI |  | GGSKPFRSYW |  | EMYLSKGLLL |  | IFVVDSADHS |
| RLPEAKKYLH |  | QLIAANPVLP |  | LVVFANKQDL |  | EAAYHITDIH |  | EALALSEVGN |
| DRKMFLFGTY |  | LTKNGSEIPS |  | TMQDAKDLIA |  | QLAADVQ    |  |            |

A: Аланін

C: Цистеїн

D: Аспарагінова кислота

E: Глутамінова кислота

F: Фенілаланін

G: Гліцин

H: Гістидин

I: Ізолейцин

K: Лізин

L: Лейцин

M: Метіонін

N: Аспарагін

P: Пролін

Q: Глутамін

R: Аргінін

S: Серин

T: Треонін

V: Валін

W: Триптофан

Задіяний у такому біологічному процесі, як альтернативний сплайсинг. 
Білок має сайт для зв'язування з нуклеотидами, ГТФ. 